# Lapplandståget
| Head station |

| Straight track |

| Restricted border on track |

| Stop on track |

| Straight track |

| Stop on track |

| Enter and exit tunnel |

| Stop on track |

| Stop on track |

| Station on track |

| Stop on track |

| Unknown BSicon "STR+GRZq" |

| Stop on track |

| Unknown BSicon "hKRZWae" |

| Unknown BSicon "hKRZWae" |

| Stop on track |

| Unknown BSicon "hKRZWae" |

| Unknown BSicon "hKRZWae" |

| Unknown BSicon "hKRZWae" |

| Stop on track |

| Stop on track |

| Station on track |

| Enter and exit tunnel |

| Unknown BSicon "hKRZWae" |

| Unknown BSicon "STR+l" | Unknown BSicon "ABZgr" |  |

| Straight track | Unknown BSicon "KMW" |  |

| Stop on track |

| Unknown BSicon "hKRZWae" |

| Stop on track |

| Stop on track |

| Stop on track |

| End station |

| Head station |

| Straight track |

| Restricted border on track |

| Stop on track |

| Straight track |

| Stop on track |

| Enter and exit tunnel |

| Stop on track |

| Stop on track |

| Station on track |

| Stop on track |

| Unknown BSicon "STR+GRZq" |

| Stop on track |

| Unknown BSicon "hKRZWae" |

| Unknown BSicon "hKRZWae" |

| Stop on track |

| Unknown BSicon "hKRZWae" |

| Unknown BSicon "hKRZWae" |

| Unknown BSicon "hKRZWae" |

| Stop on track |

| Stop on track |

| Station on track |

| Enter and exit tunnel |

| Unknown BSicon "hKRZWae" |

| Unknown BSicon "STR+l" | Unknown BSicon "ABZgr" |  |

| Straight track | Unknown BSicon "KMW" |  |

| Stop on track |

| Unknown BSicon "hKRZWae" |

| Stop on track |

| Stop on track |

| Stop on track |

| End station |

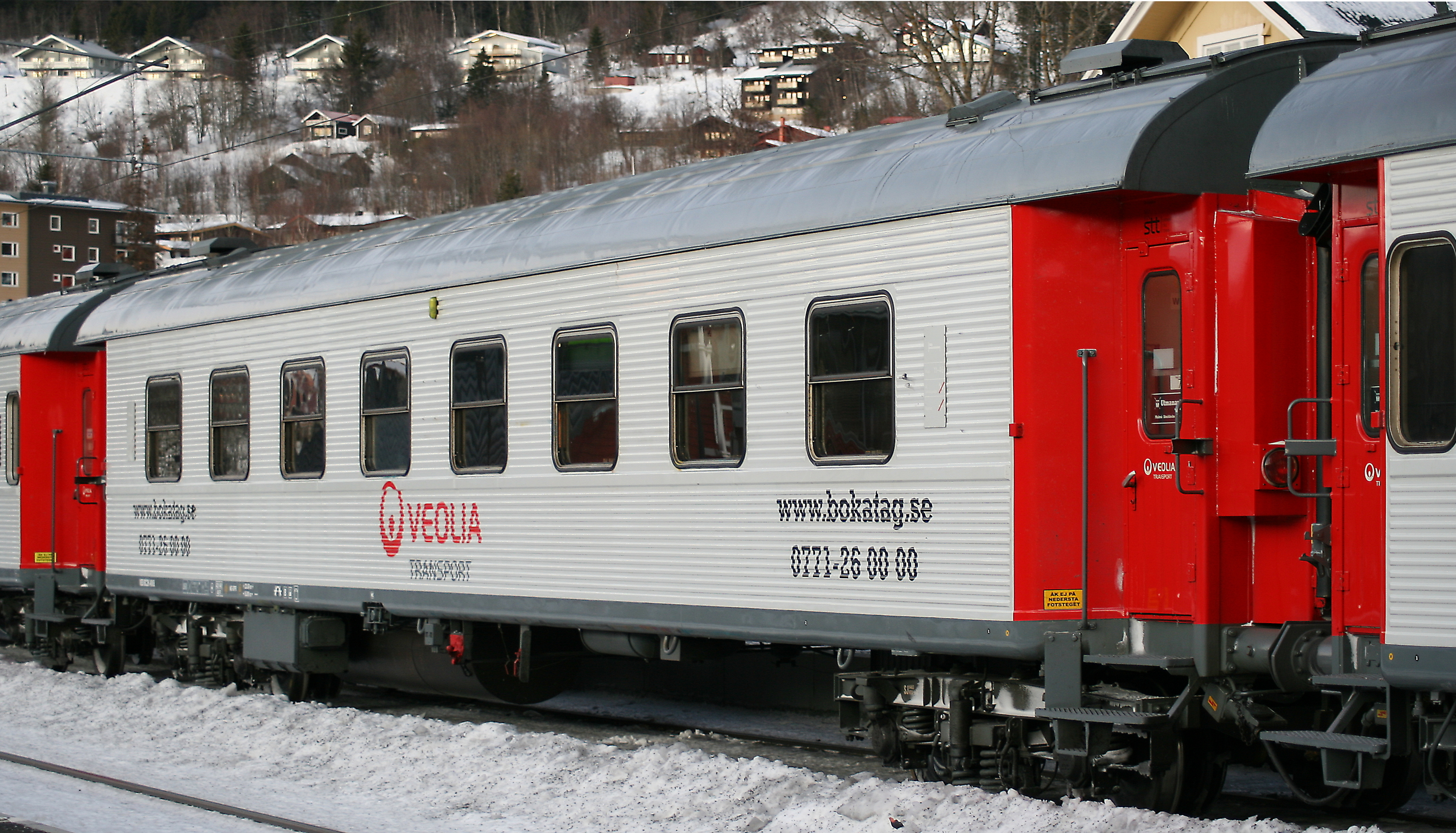
Lapplandståget bestod av BC2 liggvagnar från Veolia Transport

Lapplandståget var en tågförbindelse mellan Malmö/Göteborg och Narvik via bland annat Stockholm, Boden, Kiruna, Abisko, Björkliden och Riksgränsen. Tågförbindelsen kördes av Veolia Transport.
Lapplandståget gick 2 juli - 15 augusti 2010
Sträckan Malmö - Narvik är 2 147 km, vilket innebär att Lapplandståget var en av Europas längsta tågförbindelser med ett och samma tåg.
Lapplandståget bestod av liggvagnar som Veolia köpt av affärsverket Statens järnvägar och rustat upp år 2007.
Lapplandståget hade prägel av turisttåg, vilket bland annat innebär att tåget saktade in och loket gav signal när det passerade den geografiska polcirkeln. 
Tåget gick inte in till Umeå eller Luleå utan dit fick man ta sig med anslutningsbussar från Vännäs respektive Boden. Lapplandståget körde också förbi de flesta stationerna allra längst i norr. Tåget gjorde exempelvis inga uppehåll mellan Riksgränsen och Narvik.
Första sommaren (2008) var tåget mycket populärt. I genomsnitt var beläggningen cirka 70-80 procent.
14 oktober 2010 drogs Veolia Transports norska tillstånd in av Jernbanetillsynet efter att flera säkerhetsbrister upptäckts. 